# Stelechocarpus burahol
Stelechocarpus burahol R.E.Fr. – gatunek rośliny z rodziny flaszowcowatych (Annonaceae Juss.). Występuje naturalnie w Malezji, ponadto jest uprawiany między innymi na indonezyjskiej wyspie Jawie. 

## Morfologia
PokrójZimozielone drzewo dorastające do 25 m wysokości. Kora jest chropowata.
LiścieMają kształt od eliptycznego do podłużnie eliptycznego. Mierzą 15–30 cm długości oraz 10 cm szerokości. Są osadzone na krótkich ogonkach liściowych.
KwiatySą pojedyncze, rozwijają się bezpośrednio na pniach i gałęziach (kaulifloria). Kwiaty żeńskie znajdują się u podstawy pnia, natomiast Kwiaty męskie są na wierzchołku drzewa oraz na gałęziach. Mają białozielonkawą barwę.
OwoceJagodokształtne, mają brązową barwę, osiągają 5–6 cm długości. Miąższ ma brązową lub pomarańczową barwę, jest soczysty i pachnący.

## Zastosowanie
Spożywa się świeże owoce tego gatunku. Są one bardzo skuteczne przeciwko infekcji nerek. Mają też wpływ na antykoncepcję – ze względu na tę cechę były w przeszłości używane przez rodzinę sułtana Yogya. Ponadto drewno tego gatunku jest trwałe i stosowane w budownictwie.